# Idarnes dispar
Idarnes dispar är en stekelart som först beskrevs av Kirby 1890.  Idarnes dispar ingår i släktet Idarnes och familjen fikonsteklar. Inga underarter finns listade i Catalogue of Life.